# Башмаково (станция)
Башмако́во — железнодорожная станция Куйбышевской железной дороги на линии Пенза — Ряжск (линия неэлектрифицирована), расположена в районном центре Башмаково Пензенской области, в 169 км от станции Пенза I. Через станцию осуществляются пассажирские перевозки на Москву, Пензу, Орск, Оренбург, Караганду, Брест, Минск, Могилёв, Витебск, Гомель, Челябинск, Калининград, Моршанск, Пачелму.

## История
Во II половине XIX века в России началось активное развитие железных дорог. С 1872 года по 1874 год строилась Моршанско-Сызранская железная дорога. Первоначально железнодорожную линию планировалось провести, минуя Башмаково, на Поим. Но местная помещица А. П. Эспехо для вывоза зерна настояла, чтобы железная дорога прошла через её земли. Железную дорогу строило акционерное общество, возглавляемое тамбовским помещиком, инженером Сергеем Дмитриевичем Башмаковым. В 1874 году железная дорога была открыта. Неподалёку от села Михайловка была основана одноимённая станция, которая в марте 1875 года была переименована в станцию Башмаково в честь Сергея Дмитриевича Башмакова. В 1912 году построен железнодорожный вокзал.

## Дальнее следование по станции
| № поезда                        | Маршрут движения                | № поезда                        | Маршрут движения                |
| Круглогодичное движение поездов | Круглогодичное движение поездов | Круглогодичное движение поездов | Круглогодичное движение поездов |
| ------------------------------- | ------------------------------- | ------------------------------- | ------------------------------- |
| 93                              | Пенза — Москва                  | 94                              | Москва — Пенза                  |
| 121                             | Пенза — Москва                  | 122                             | Москва — Пенза                  |
| 131                             | Орск — Москва                   | 132                             | Москва — Орск                   |
| 317                             | Караганда — Барановичи          | 318                             | Барановичи — Караганда          |
| 327                             | Казань — Минск                  | 328                             | Минск — Казань                  |
| Сезонное движение поездов       |                                 |                                 |                                 |
| 425                             | Челябинск — Калининград         | 426                             | Калининград — Челябинск         |

| Предыдущая станция        | Фирменные поезда | Следующая станция       |
| ------------------------- | ---------------- | ----------------------- |
| Моршанск в сторону Москвы | Сура             | Пачелма в сторону Пензы |